# Hypoponera gleadowi
Hypoponera gleadowi es una especie de hormiga del género Hypoponera, subfamilia Ponerinae. 

## Distribución
Esta especie se encuentra en India, Japón, Hawái, Taiwán, Filipinas, Sri Lanka, Estados Unidos, Birmania y Borneo.